# 佩罗泽卢
佩罗泽卢是葡萄牙波尔图区的一个堂区。总面积4.92平方公里，总人口1366人，人口密度277.6人/平方公里。